# Canthonella quesqueya
Canthonella quesqueya là một loài bọ cánh cứng trong họ Bọ hung (Scarabaeidae).